# Kościół Wszystkich Świętych w Wąsoszach
Kościół pw. Wszystkich Świętych w Wąsoszach – Kościół parafialny wyznania rzymskokatolickiego, powstały w początkach XVII wieku, znajduje się w miejscowości Wąsosze, gmina Ślesin, w powiecie koniński.

## Położenie geograficzne
Kościół ulokowany we wsi Wąsosze, około 20 km od miasta Konin.
Malowniczo położony nad Jeziorem Wąsosko-Mikorzyńskim. Jako parafia należy administracyjnie do diecezji
włocławskiej, gdzie obecnym biskupem ordynariuszem jest ks. bp Krzysztof Wętkowski.
Parafia znajduje się w sąsiedztwie znanego w Polsce Sanktuarium Maryjnego w Licheniu Starym.

## Historia

### Początki, konsekracja (1602 r.)
Kościół powstał w tym samym czasie, w którym została erygowana parafia, a więc w pierwszej połowie XIV wieku. Źródła piętnastowieczne wspominają go jako już dawno istniejący.
Pierwsza zbudowana z drewna świątynia służyła parafii blisko 200 lat. O jej wyglądzie zewnętrznym wiemy niestety niewiele. Nowy murowany Kościół powstał na początku XVII wieku. Za datę ukończenia budowy, uznaje się rok 1602, gdyż w tymże roku źródła wspominają o konsekracji kościoła. Poświęcenia dokonał biskup gnieźnieński Jan Gniazdowski, 6 grudnia 1602 roku.
Kościół w roku 1849 uległ spaleniu z wyjątkiem prezbiterium. W 1863 roku odbudowano nawę, a w latach 1865-1868 powiększono o  jedno przęsło. W latach 1867–1917 dobudowano wieżę, a w roku 1873 kaplicę Matki Bożej.

### XX wiek – obecny wygląd kościoła
Podczas II wojny światowej świątynia nie ucierpiała zbyt wiele, ocalało nawet większość naczyń i szat liturgicznych.
Do obecnego wyglądu i stanu kościoła przyczynił się obecny proboszcz ks. dr Wiktor Hołtyn. W roku 1990 dokonano konserwacji metalowych drzwi. Ponadto przeprowadzono zbiórkę i zakupiono metalową kratę, dzięki której kościół mógł być otwarty w dzień. W 1994 poddano naprawie dach zakrystii, kościoła i kaplicy. Dla obecnego wyglądu zewnętrznego przełomowy był rok 2002, gdyż w związku z przypadającym jubileuszem 400-lecia konsekracji świątyni, poddano ją gruntownemu remontowi. 29 sierpnia 2002 roku rozpoczęto wymianę uszkodzonej dachówki oraz skuwanie tynku i elewacji. Nowa elewacja zdecydowanie poprawiła walory estetyczne kościoła (poprzez swój jaskrawy żółty kolor oraz wyrazisty czerwony kolor dachówki). Elewacja zewnętrzna prezbiterium zawiera motyw krzyża w formie trójwymiarowej z tablicami po prawej i po lewej stronie, na których zamieszczone są napisy: „Witaj Krzyżu Święty” oraz „Nadziejo naszego zbawienia”. Pod tymi inskrypcjami znajduje się napis: „Chwalcie Pana bo miłosierny jest”.
Odnowiono również elewację zabytkowej bramy (dawnej średniowiecznej dzwonnicy) oraz jej obmurowanie.

## Wnętrze kościoła

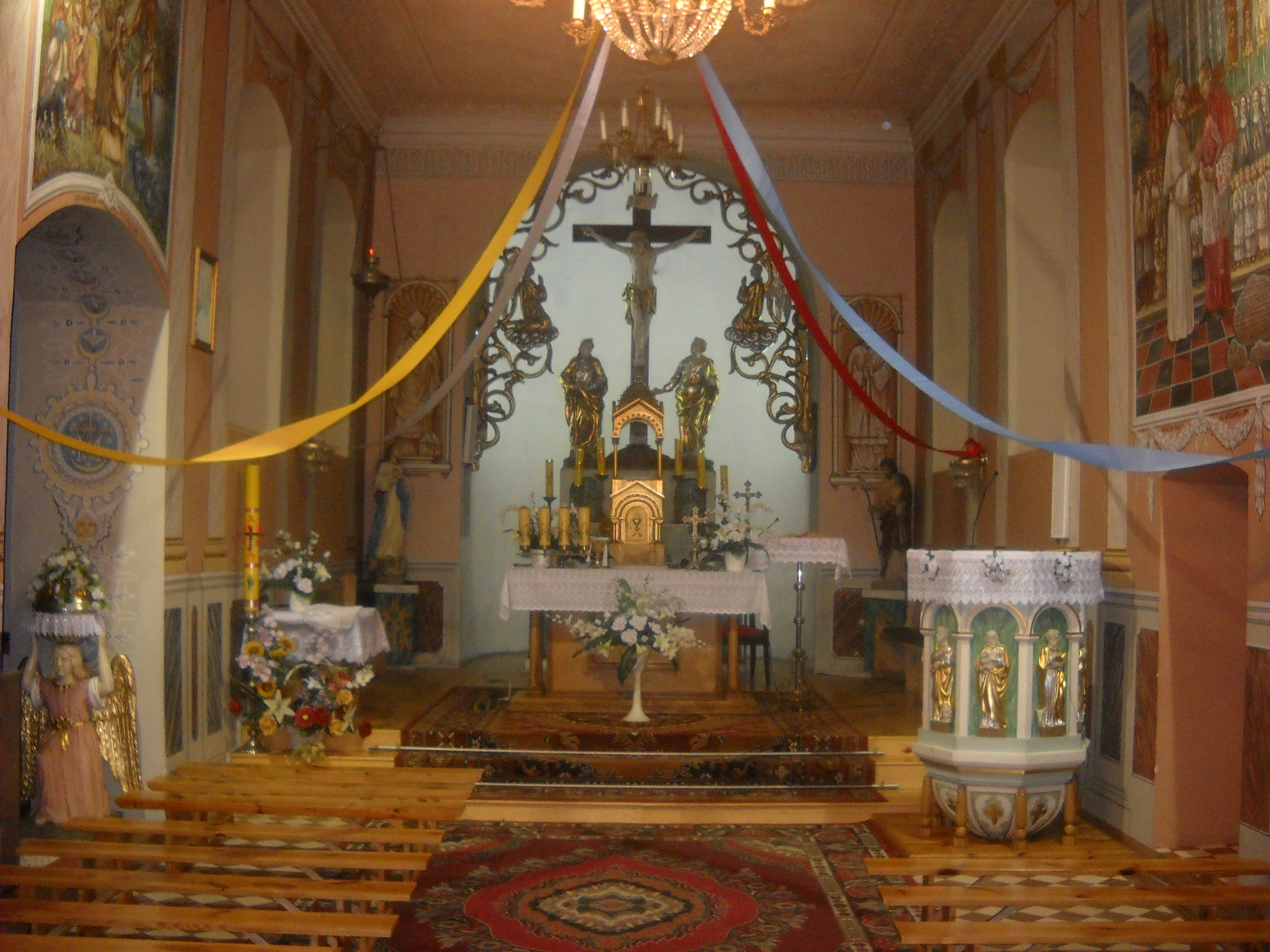
Wnętrze kościoła

### Prezbiterium i ołtarz główny
W prezbiterium znajduje się barokowy ołtarz główny z XIX wieku. Ołtarz ma formę półkolistą otoczoną złotym ornamentem roślinnym. W centrum figura Jezusa Chrystusa ukrzyżowanego. Na biodrach Chrystusa złocone perizonium przywiązane sznurem i opadające z lewej strony. Na głowie cierniowa korona, palce dłoni ułożone w formie znaku zwycięstwa. Obok krzyża znajduje się figura Maryi w srebrnej sukience i złotym płaszczu z kapturem oraz figura Jana Apostoła w tunice i złotym płaszczu. Na blacie ołtarzowym nałożone złote tabernakulum z baldachimem wspartym na czterech kolumienkach.
Na ścianie po lewej stronie ołtarza widnieje polichromia błogosławionego abp Bogumiła jednego z patronów diecezji włocławskiej. Natomiast po prawej stronie przedstawiona została polichromia błogosławionego bp. Michała Kozala, męczennika z obozu w Dachau i patrona miasta Włocławka. W lewym kącie prezbiterium umieszczony jest posąg Najświętszej Maryi Panny, natomiast w prawym Świętego Józefa Oblubieńca.
W roku 2016, w związku z budową marmurowego ołtarza, dokonano gruntownego remontu prezbiterium. Odnowiono polichromię ścian prezbiterium, elementów ołtarza głównego, obrazów oraz posągów. Dotychczasową zabytkową ambonę powieszono na ścianie świątyni od strony zakrystii, a pod nią umieszczono odrestaurowaną barokową chrzcielnicę z XIX wieku. Po lewej stronie prezbiterium zawisł obraz Chrystusa Dobrego Pasterza, natomiast po prawej stronie zabytkowy krzyż, znaleziony podczas remontu kościoła w roku 1992. Najprawdopodobniej krzyż ten był elementem pierwotnego ołtarza głównego.
Na ścianie tuż obok kaplicy Matki Bożej namalowany został obraz świętego Jana Pawła II.

### Nawy boczne
Kaplica Matki Bożej- zbudowana w 1873 roku. Ufundowana została przez rodzinę Mierzyńskich z Piotrkowic. Na blacie ołtarzowym ustawione tabernakulum. Boki nastawy ołtarzowej zdobione pojedynczymi kolumnami, w centrum prostokątny obraz Niepokalanego Poczęcia Najświętszej Maryi Panny. Kaplica przeszła remont w roku 2016.

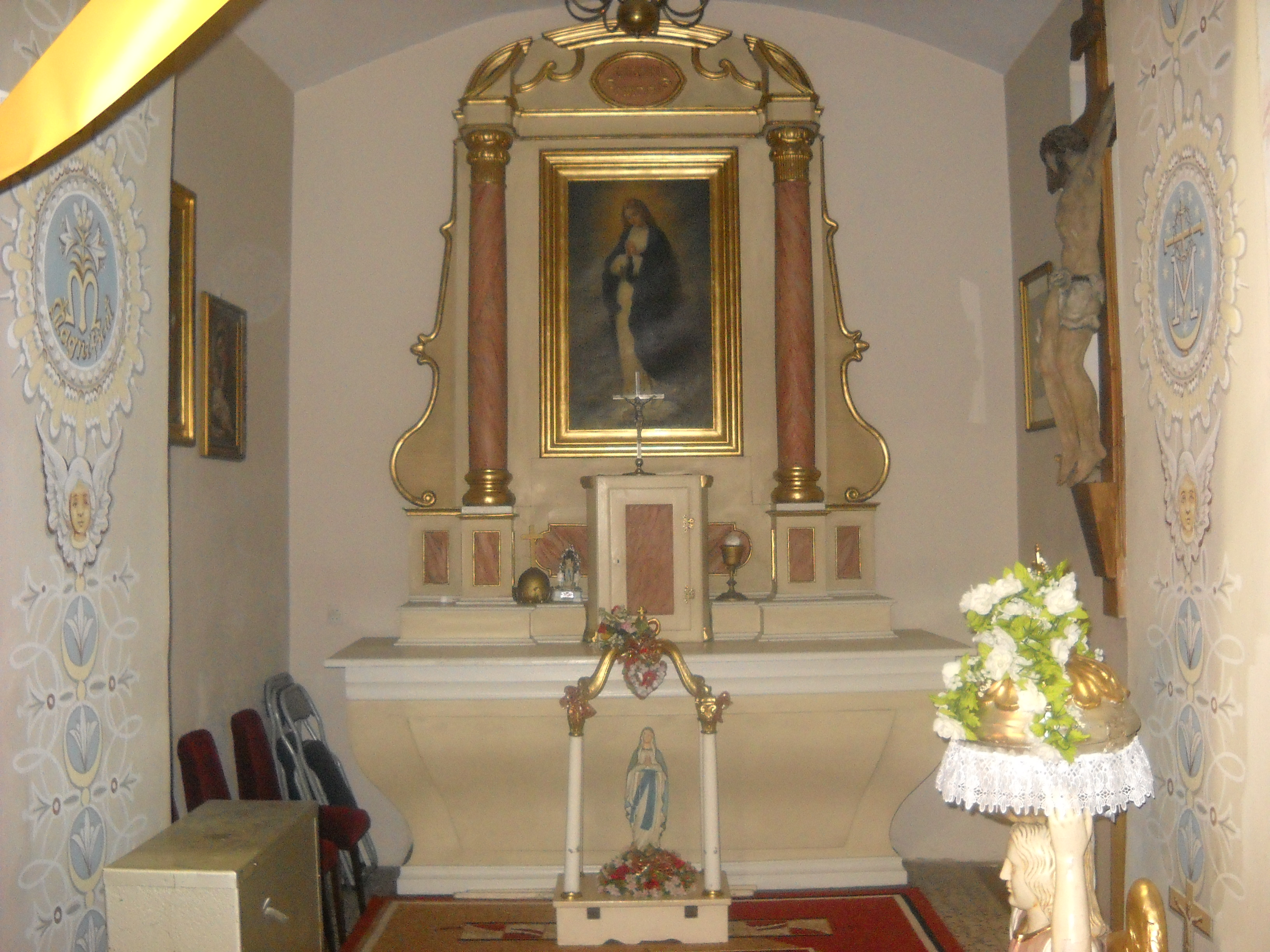
Kaplica Matki Bożej

Zakrystia kościoła-  dobudowana w 1865 roku. Stanowi drugą nawę boczną umieszczoną naprzeciw kaplicy Matki Bożej. Jest to miejsce przeznaczone dla służby liturgicznej. Przechowywany jest tam cały asortyment liturgiczny (paramenty liturgiczne, szaty, ornaty, komże, księgi). Zakrystia podobnie jak prezbiterium oraz kaplica Matki Bożej została wyremontowana w roku 2016 (odrestaurowano meble oraz zmieniono płytki na podłożu).

### Ołtarze boczne
Wnętrze kościoła zdobią również dwa ołtarze boczne. Ich forma wykonania i styl jest identyczna. Z lewej strony umieszczony jest barokowy ołtarz św. Benona patrona hodowców bydła i rybaków. Ku jego czci parafia obchodzi uroczysty odpust każdego roku w czerwcu. Mensa ołtarzowa wykonana jest w formie skrzyni, na której ustawione jest trójczłonowe tabernakulum. W centrum nastawy ołtarzowej zakończony półkoliście obraz olejny św. Benona. Boki ozdobione parami kolumn. Na szczycie ołtarz zakończony jest krzyżem.

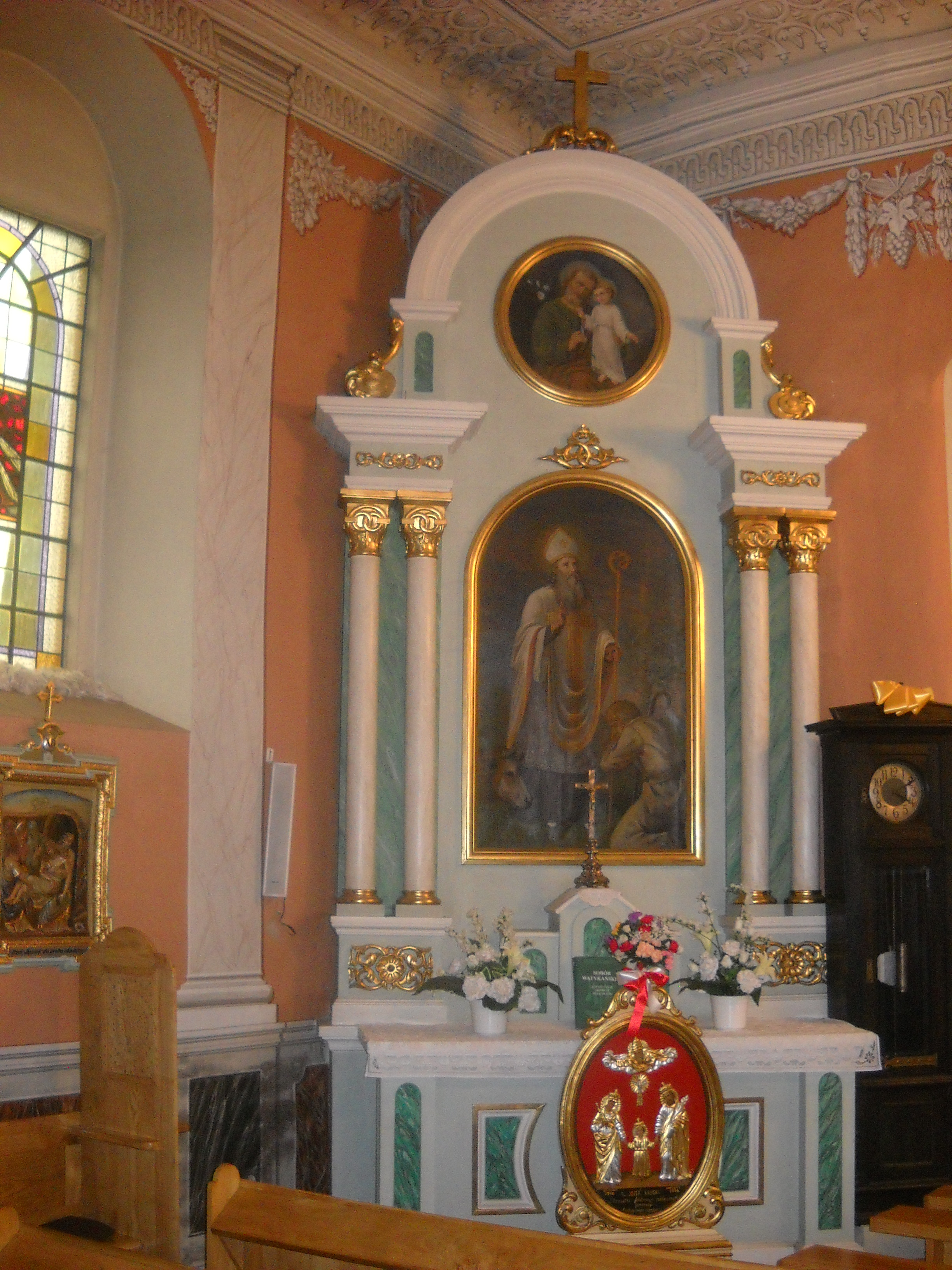
Ołtarz boczny św. Benona

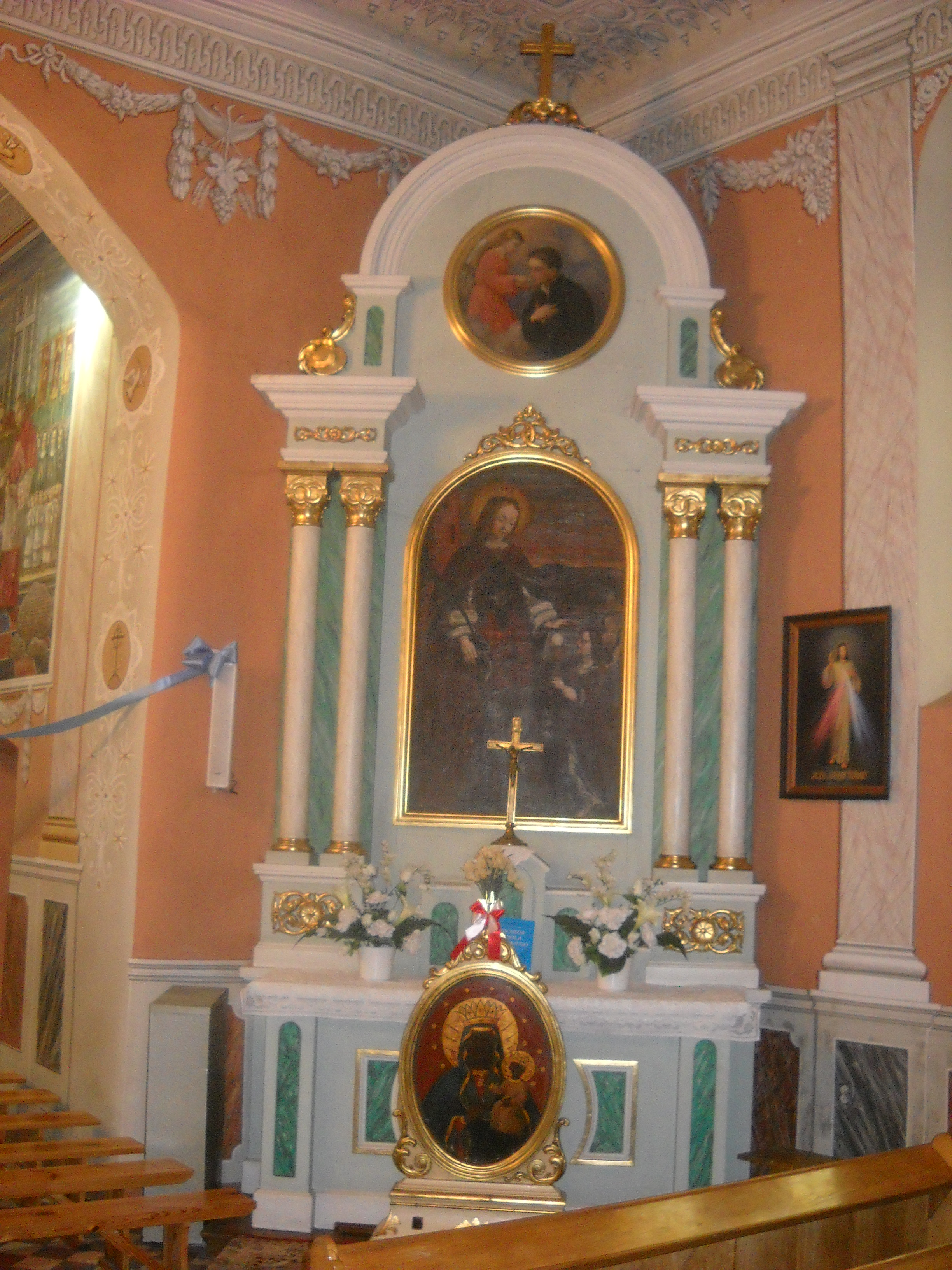
Ołtarz boczny św. Barbary

Z prawej strony znajduje się barokowy ołtarz boczny św. Barbary. Mensa ołtarzowa wykonana jest w formie skrzyni, na której ustawione jest trójczłonowe tabernakulum. W centrum nastawy ołtarzowej zakończony półkoliście obraz olejny św. Barbary. Boki ozdobione parami kolumn. Na szczycie ołtarz zakończony jest krzyżem.

### Polichromia wnętrza kościoła
Dzięki staraniom ks. dr Wiktora Hołtyna w lipcu 1992 roku Jan i Bogdan Dobosiewicze z Gniezna oraz Henryk Kot z Poznania położyli nową polichromię kościoła w 390. rocznicę konsekracji świątyni. Ostatecznie pracę ukończono w 1993.
Konserwacji poddano także stacje drogi krzyżowej, umieszczonej na ścianach kościoła. Na szczególną uwagę zasługują namalowane przez Henryka Kota obrazy ścienne przedstawiające św. Maksymiliana Kolbe, bł. Marię Teresę Ledóchowską, uzdrowienie ślepca z Wąsoszy oraz pobyt papieża Jana Pawła II we Włocławku. Na suficie znajduje się także polichromia przedstawiająca Wniebowzięcie Najświętszej Maryi Panny.

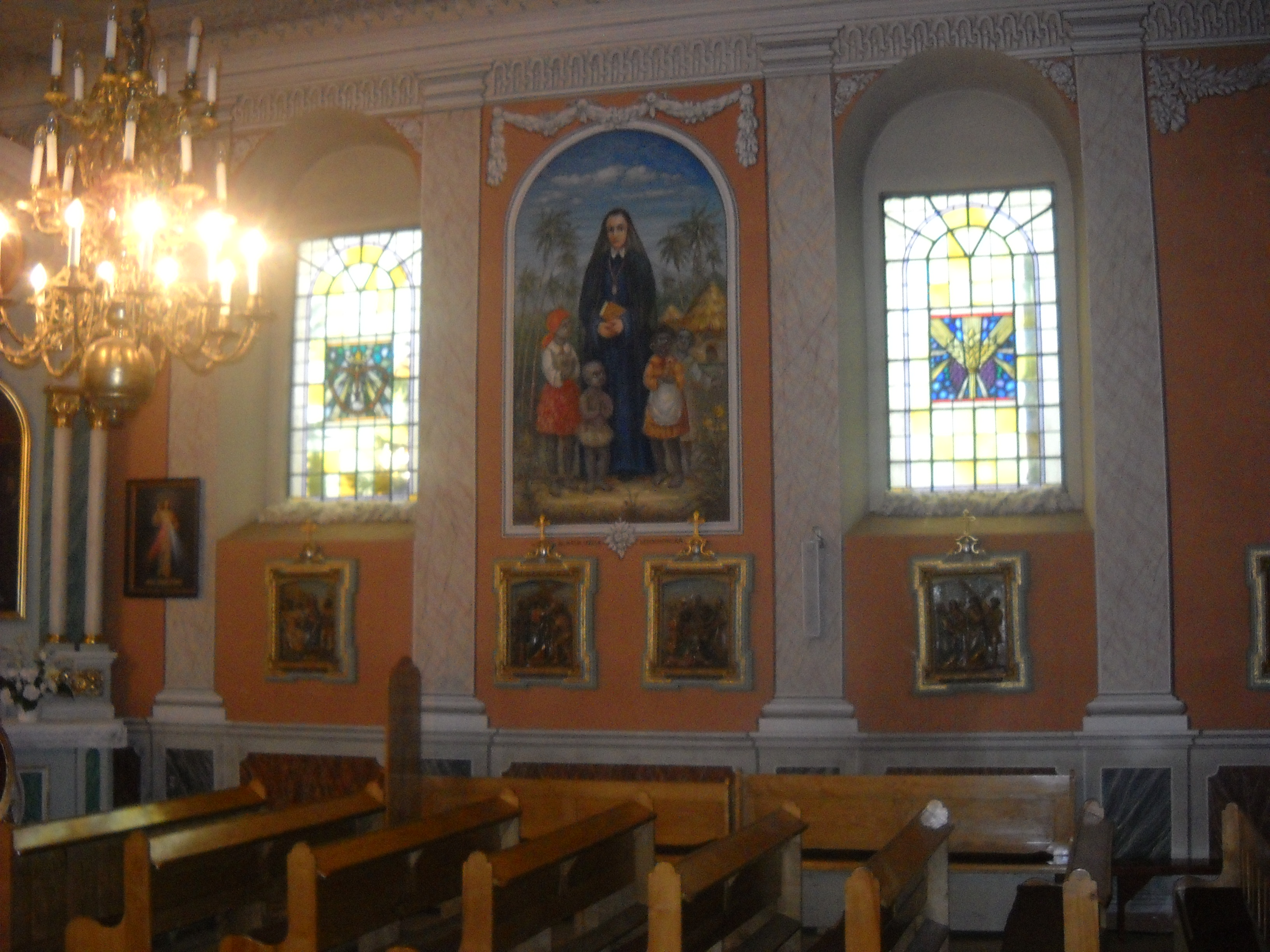
Polichromia bł. Maria Teresa Ledóchowska

## Kościół z zewnątrz
Na zewnętrznej ścianie kościoła od strony wejścia do zakrystii umieszczone są dwie tablice pamiątkowe. Powstały w związku z jubileuszem 400-lecia konsekracji kościoła w roku 2002. Pierwsza z nich upamiętnia uroczystą mszę z okazji 400-lecia poświęcenia kościoła sprawowaną przez bp. Romana Andrzejewskiego w dniu odpustu Podwyższenia Krzyża Świętego 14 września 2002 roku. Natomiast druga stanowi spis proboszczów wąsowskiej parafii, pełniących swoją posługę w XX wieku.
Na ścianie zewnętrznej nawy głównej umieszczone są epitafia zmarłych z rodziny Mierzyńskich. Ród ten był właścicielem Wąsosz od połowy XVIII wieku do 1945 roku, kiedy to dobra wąsowskie przeszły na własność Skarbu Państwa. Jedną z najsłynniejszy osobowości rodu był Henryk Mierzyński, który dowodził oddziałami powstańców w 1863 roku. Zginął w trakcie walk z Kozakami w Kleczewie (1863). Spoczywa na cmentarzu wąsowskim w kaplicy Krzyża Świętego. Przy epitafium stanął pomnik św. Jana Pawła II, ufundowany przez parafian w roku 2011, w związku z beatyfikacją papieża Polaka.
Przy kościele znajduje się również Grota Matki Bożej oraz 4-metrowy krzyż upamiętniający Misje Święte, które odbyły się w parafii we wrześniu 2007 roku. Od strony ulicy stoi metalowa dzwonnica, która zastąpiła dawną (obecnie stanowiącą bramę główną kościoła). Dzwonnica powstała w 1974 roku. W czasie II wojny światowej niemieccy okupanci zagrabili dwa parafialne dzwony. Tym samym na mszę świętą wzywał tylko jeden dzwon. W roku 1997 dokupiony nowy dzwon, a stary poddano renowacji.
Kościół posiada także zabytkowe drzwi frontowe z 1913 roku. Drzwi dekorowane są stylizowanymi ornamentami z motywami roślinnymi i emblematami maryjnymi. W środku skrzydeł drzwiowych umieszczona jest głowa Jezusa oraz Marii. Inskrypcja na drzwiach głosi: "Ofiara od dzieci z parafii Wąsosze w 1913 r.".